# Трите възрасти на О'Кини сан
„Трите възрасти на О'Кини сан“ (на руски: Три возраста Окини-сан) е исторически роман от съветския писател Валентин Пикул, написан през 1981 г.

## Сюжет
Внимание:  Текстът по-долу разкрива сюжета на произведението (или части от него)!
Романът е посветен на историята на руския флот, която е представена чрез съдбата на един от военноморските офицери, Владимир Коковцев.
Младият мичман Коковцев, попадайки в Япония, се срещна с гейшата О'Кини сан, която ще стане неговата фатална любов през целия му живот. Първата им среща е изпълнена с нежност, романтика и любов.
Няколко години по-късно, по време на руско-японската война, Коковцев ще се окаже в състава на ескадрата, която ще бъде унищожена в битката при Цушима. Героизмът на руските моряци, редови участници в сражението, не е в състояние да поправи нито грешките на командването, нито техническата изостаналост на руския флот в сравнение с най-новите японски кораби. Попадайки в плен, Коковцев отново се среща с О'Кини сан.
Първата световна война заварва Коковцев в Балтийско море, където той ще се сражава срещу германския флот. Не признавайки Октомврийската революция, Коковцев емигрира от Русия в Япония, където го очаква последната, трагична среща с японската гейша...